# Composition des équipes masculines de football aux Jeux olympiques d'été de 2024
 (juillet 2024).
 (juillet 2024).
Cet article présente la composition des équipes masculines qualifiées pour le tournoi de football des Jeux olympiques d'été de 2024 organisé en France du 24 juillet au 9 août 2024.
Les seize équipes nationales participantes doivent soumettre leurs effectifs composés de 18 joueurs - dont deux gardiens de but - avant le 3 juillet 2024, soit 21 jours avant le premier match. Au moins quinze joueurs devaient être nés le 1er janvier 2001 ou après, avec la possibilité d'inclure jusqu'à trois joueurs plus âgés à titre exceptionnel. En outre, chaque équipe pouvait désigner jusqu'à quatre joueurs remplaçants, numérotés de 19 à 22, avec un maximum de trois joueurs de champ, le quatrième devant obligatoirement être un gardien de but. En cas de blessure ou de maladie d'un joueur de la liste principale, celui-ci peut être remplacé par un joueur de la liste des remplaçants. Seuls les joueurs inscrits sur ces listes sont autorisés à participer au tournoi. Les listes finales des effectifs, avec les numéros de maillot, ont été publiées par la FIFA le 11 juillet 2024,.
L'âge indiqué pour chaque joueur correspond à son âge au 24 juillet 2024, date de début du tournoi. Le nombre de sélections et de buts mentionnés pour chaque joueur n'inclut pas les matchs disputés après le début du tournoi. Le club mentionné est celui pour lequel le joueur a disputé son dernier match officiel avant le tournoi.

## Groupe A

### États-Unis
Le sélectionneur serbe de l'équipe des États-Unis, Marko Mitrović, a annoncé le 29 mai 2024, une liste de 25 joueurs présélectionnés pour participer au stage estival de l'équipe. Le 8 juillet, la liste définitive des 18 joueurs retenus est présentée,.

### France
Le 3 juin 2024, le sélectionneur de l'équipe de France olympique, Thierry Henry, a dévoilé une pré-sélection de 25 joueurs. Cependant, peu de temps après cette annonce, plusieurs clubs ont refusé de libérer leurs joueurs, invoquant un calendrier chargé. Ce scénario rappelle les difficultés rencontrées par Sylvain Ripoll, alors sélectionneur, lors de l'édition précédente des Jeux olympiques.
Parmi les joueurs initialement retenus, Lucas Chevalier, Bafodé Diakité et Leny Yoro (LOSC Lille), Warren Zaïre-Emery et Bradley Barcola (Paris Saint-Germain) et Mathys Tel (Bayern Munich) ont donc été retirés de la liste. Ils sont remplacés le 11 juin 2024 par Andy Diouf, Chrislain Matsima et Rayan Cherki. Une semaine plus tard, c'est au tour de Maxime Estève de quitter la liste et d'être remplacé par Loïc Badé. Le 26 juin, le gardien de but du Racing Club de Strasbourg, Robin Risser, se blesse au coude lors d'un entraînement à Clairefontaine. Forfait pour le tournoi olympique, Théo De Percin est appelé pour le remplacer. Le même jour, Soungoutou Magassa est appelé en renfort pour compléter le groupe. Enfin, en raison de son transfert à la Juventus de Turin, Khéphren Thuram est contraint de quitter la sélection olympique. Un temps pressentis pour participer aux Jeux Olympiques, de nombreux internationaux de l'équipe A parmi lesquels Kylian Mbappé, Eduardo Camavinga, Antoine Griezmann, Moussa Diaby, Lucas Digne, William Saliba ou encore Christopher Nkunku se sont également heurtés aux refus de leur clubs respectifs.
La liste finale et définitive est annoncée par Thierry Henry le 4 juillet 2024. À seulement cinq jours du début de la compétition, le milieu de terrain Lesley Ugochukwu, sélectionné comme réserviste, est contraint de quitter le groupe car le club de Chelsea avec lequel il évolue a finalement décidé de ne pas le mettre à disposition de l'équipe de France olympique. Confronté à cette nouvelle défection, l'encadrement technique des Bleuets a demandé aux organisateurs la possibilité de remplacer le joueur. Ayant reçu l'autorisation du CIO, Johann Lepenant intègre le groupe des remplaçants de l'équipe de France.

### Guinée
La composition de l'équipe nationale guinéenne a été dévoilée le 4 juillet 2024. Le sélectionneur guinéen, Kaba Diawara, a rencontré des difficultés à composer la sélection olympique en raison du refus de plusieurs clubs de libérer leur joueur, notamment l'attaquant du Borussia Dortmund Serhou Guirassy. Six jours après le dévoilement de la liste, le club grec d'Olympiakós fait savoir qu'il refuse à son tour la sélection de son joueur Aguibou Camara avec lequel il est en conflit. Il est remplacé le même jour par Sékou Bangoura.

### Nouvelle-Zélande
La composition définitive de la sélection néo-zélandaise pour le tournoi olympique est annoncée le 9 juillet 2024.

## Groupe B

### Argentine
Le 13 juin 2024, Javier Mascherano a présenté une liste de 23 joueurs présélectionnés pour le tournoi olympique, ne comprenant aucun joueur de plus de 23 ans. Après avoir essuyé le refus de Lionel Messi, qui ne souhaite pas enchaîner la Copa América avec les Jeux olympiques, le sélectionneur a annoncé la sélection officielle le 3 juillet,. Malgré un intérêt non dissimulé pour la compétition olympique, le gardien de but Emiliano Martínez n'a pas été libéré par son club d'Aston Villa.

### Irak
Une pré-sélection irakienne composée de 22 joueurs est annoncée le 26 juin 2024. La liste définitive est elle annoncée le 18 juillet 2024.

### Maroc
Le 4 juillet 2024, le sélectionneur Tarik Sektioui dévoile la liste 18 joueurs qui disputent le tournoi olympique. Le 9 juillet, le réserviste Ayman El Wafi doit quitter le groupe marocain car son club décide finalement de ne pas l'autoriser à y participer. Il est finalement remplacé par Bilal El Ouadghiri.

### Ukraine
Rouslan Rotan, le sélectionneur de l'Ukraine annonce le 3 juillet 2024 l'identité des 18 joueurs et des 4 remplaçants qui participeront au tournoi olympique de Paris.

## Groupe C

### Égypte
La composition définitive de la sélection égyptienne pour le tournoi olympique est annoncée le 4 juillet 2024.

### Espagne
Le 26 juin 2024, Santiago Denia présente une liste de 22 joueurs préselectionnés pour les Jeux olympiques. La liste définitive est quant à elle annoncée le 10 juillet.

### Ouzbékistan
Le sélectionneur Timur Kapadze de l'Ouzbékistan a annoncé sa sélection initiale de 23 joueurs le 3 juillet 2024. Cette liste a été réduite à 22 joueurs le 9 juillet.

## Groupe D

### Israël
Israël a annoncé une pré-sélection de 29 joueurs le 23 mai 2024. La liste finale a été publiée le 2 juillet. Omer Nir'on a remplacé Daniel Peretz, blessé, le 18 juillet, tandis que Roy Sason a été appelé en tant que joueur suppléant.

### Japon
La composition définitive de la sélection japonaise pour le tournoi olympique est annoncée le 3 juillet 2024. L'équipe du Japon a la particularité de ne présenter aucun joueur âgé de plus de 23 ans.

### Mali
La composition définitive de la sélection malienne pour le tournoi olympique est annoncée le 8 juillet 2024,.

### Paraguay
Le 3 juillet 2024, le Paraguay a dévoilé la composition finale de son équipe. Le 9 juillet, Gatito Fernández et Fabián Balbuena ont été intégrés à l'effectif pour pallier les blessures d'Ángel González et Gustavo Caballero. Quelques jours plus tard, le 15 juillet, Fabrizio Peralta a dû se retirer à la suite d'une blessure et a été remplacé par Julio Enciso.